# بنج عام
بنج عام هو مسلسل تلفزيوني عراقي عرض في رمضان 1441 هـ / 2020م. المسلسل من بطولة مجموعة ولاية بطيخ ، وتأليف أحمد وحيد، وأخراج علي فاضل وحيدر الشامي.

## القصة
ينزعج أمير بعد إعادة زوج أخته لأخته إلى البيت بعد يومين من الزواج، فيقتل أخته بسبب كلام الناس، ليكتشف حقيقة خطيرة في النهاية.

## طاقم العمل
- أوس فاضل
- أثير كشكول
- وسام ضياء
- فكرت سالم
- محمد إياد راضي
- نزار علوان
- أحمد وحيد
- عباس الشواك
- تحرير الأسدي
- غسان إسماعيل
- أمير أبو الهيل
- أمير عبد الحسين
- اشتي حديد
- رهام البياتي
- زيد الملاك
- ناجي حسن
- حيدر نجم
- علي جبار

## الجوائز والترشيحات
| السنة | الجائزة                                     | الفئة            | النتيجة | المراجع.    |
| ----- | ------------------------------------------- | ---------------- | ------- | ----------- |
| 2021  | جائزة إي تي بالعربي لأفضل الأعمال الرمضانية | أفضل مسلسل عراقي | رُشِّح     | [ 2 ] [ 3 ] |

## روابط خارجية
- بنج عام على موقع قاعدة بيانات الأفلام العربية